# Успенка (Первомайський район)
Успе́нка (рос. Успенка) — присілок у складі Первомайського району Томської області, Росія. Входить до складу Сергієвського сільського поселення.

## Населення
Населення — 299 осіб (2010; 327 у 2002).
Національний склад (станом на 2002 рік):
- росіяни — 98 %